# Petite rivière Eusèbe
Petite rivière Eusèbe är ett vattendrag i Kanada.   Det ligger i provinsen Québec, i den östra delen av landet, 400 km nordost om huvudstaden Ottawa.
Omgivningarna runt Petite rivière Eusèbe är en mosaik av jordbruksmark och naturlig växtlighet. Runt Petite rivière Eusèbe är det glesbefolkat, med 9 invånare per kvadratkilometer.